# Neocuphocera orbitalis
Neocuphocera orbitalis är en tvåvingeart som först beskrevs av Aldrich 1929.  Neocuphocera orbitalis ingår i släktet Neocuphocera och familjen parasitflugor.
Artens utbredningsområde är Ecuador. Inga underarter finns listade i Catalogue of Life.